# Jan van Homelen
Johannes Adrianus Maria (Jan) van Homelen (Boxtel, 2 april 1941) is een Nederlands politicus van de KVP en later het CDA.
Van Homelen werkte als ambtenaar op het gemeentehuis in zijn geboorteplaats tot hij 1964 ging werken bij de gemeente 's-Hertogenbosch. In 1975 werd hij benoemd tot burgemeester van de toenmalige gemeente Hooge en Lage Mierde. Vervolgens was hij van 1986 tot 1993 burgemeester van  Berlicum. In dat laatste jaar werd hij benoemd tot burgemeester van Boxtel wat hij tot zijn pensionering in 2006 zou blijven. Dat betekende evenwel nog niet het einde van zijn burgemeesterschap want vanaf mei 2009 was Van Homelen bijna een jaar nog waarnemend burgemeester van Hilvarenbeek.